# Harveya obtusifolia
Harveya obtusifolia là loài thực vật có hoa thuộc họ Cỏ chổi. Loài này được (Benth.) Vatke mô tả khoa học đầu tiên năm 1885.